# Waltendorf (Gemeinde Würmla)
Waltendorf ist Ortsteil und Katastralgemeinde der Marktgemeinde Würmla in Niederösterreich.

## Geografie
Waltendorf liegt an der Landesstraße L2271, die von Würmla nach Neulengbach führt. 1585 gehörte der Ort zum Stift Sankt Andrä an der Traisen.

## Geschichte
Laut Adressbuch von Österreich waren im Jahr 1938 in Waltendorf ein Gastwirt, ein Gemischtwarenhändler, ein Schuster, ein Wagner und einige Landwirte ansässig.